# Papyrus

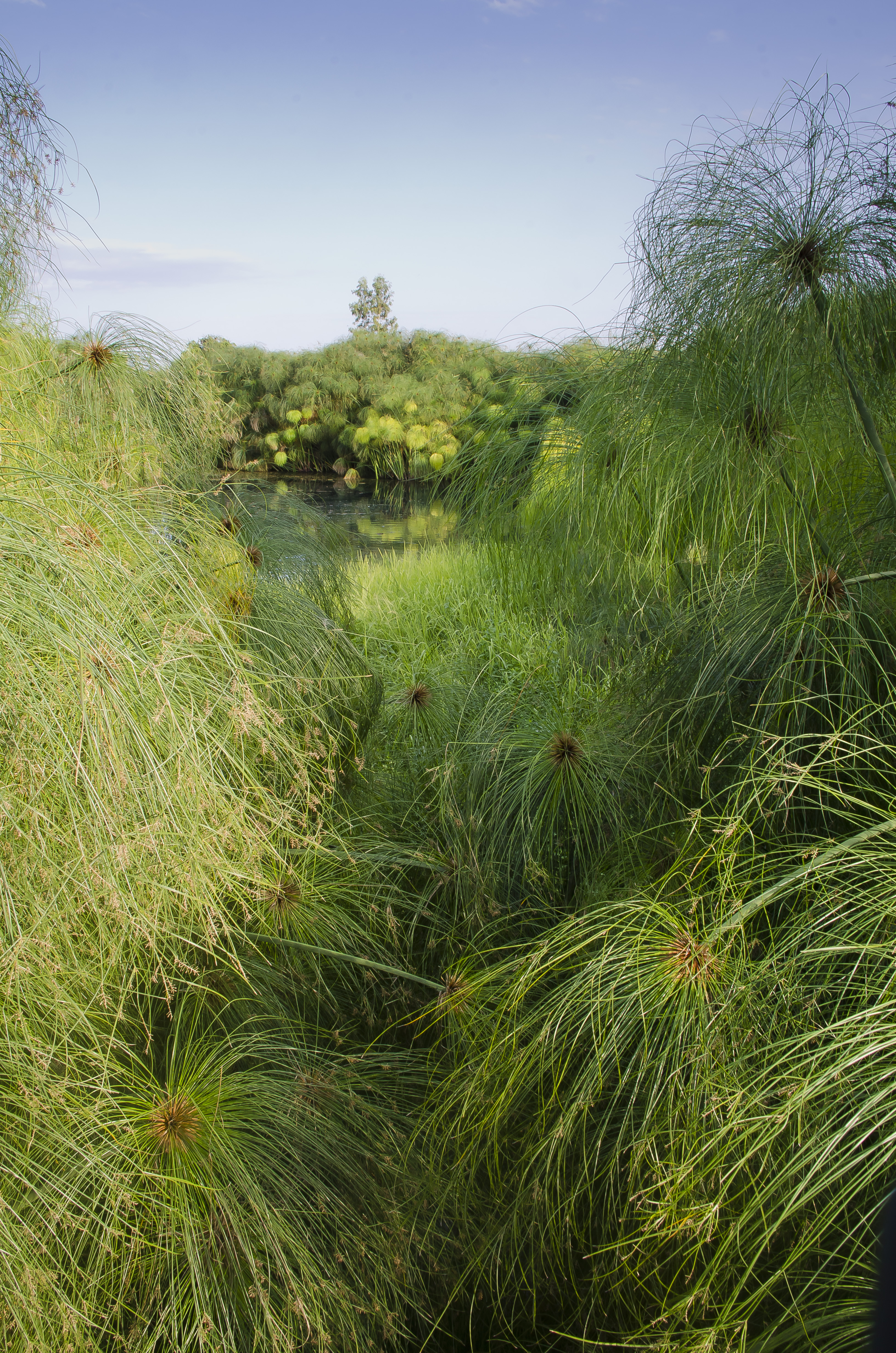
Papyrusväxten Cyperus papyrus.

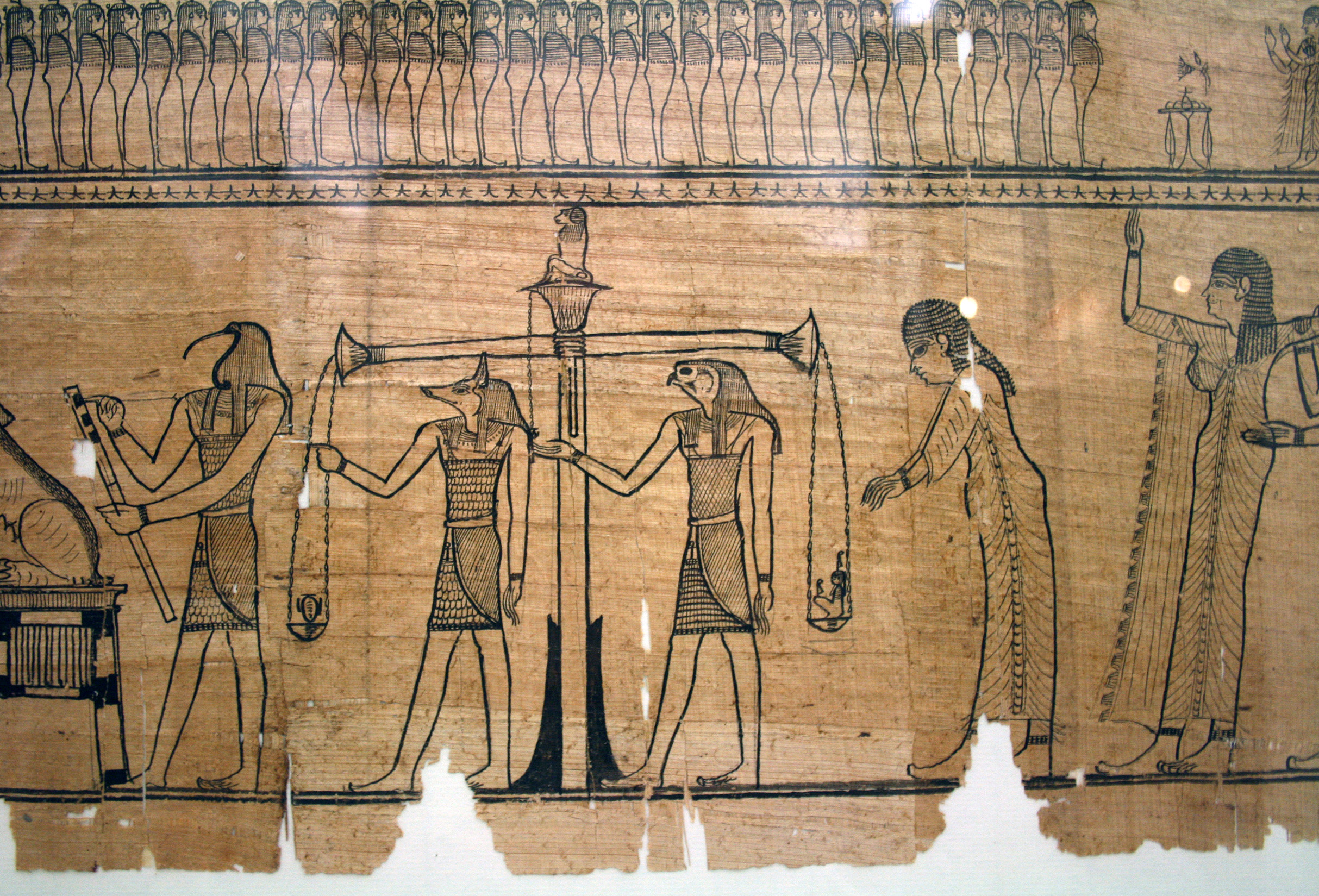
Svart-vit bild på papyrus.

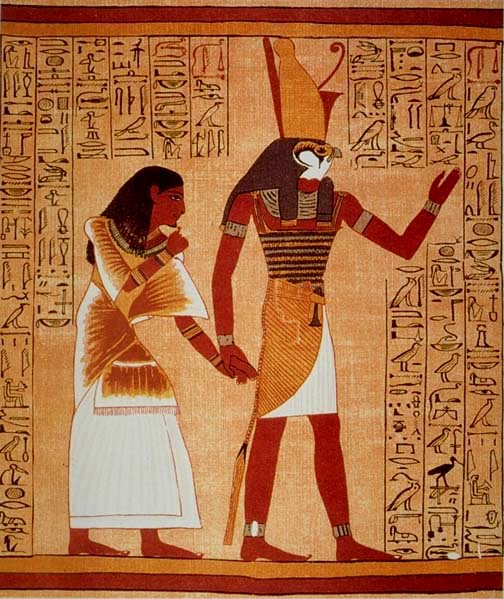
Färgbild på papyrus.

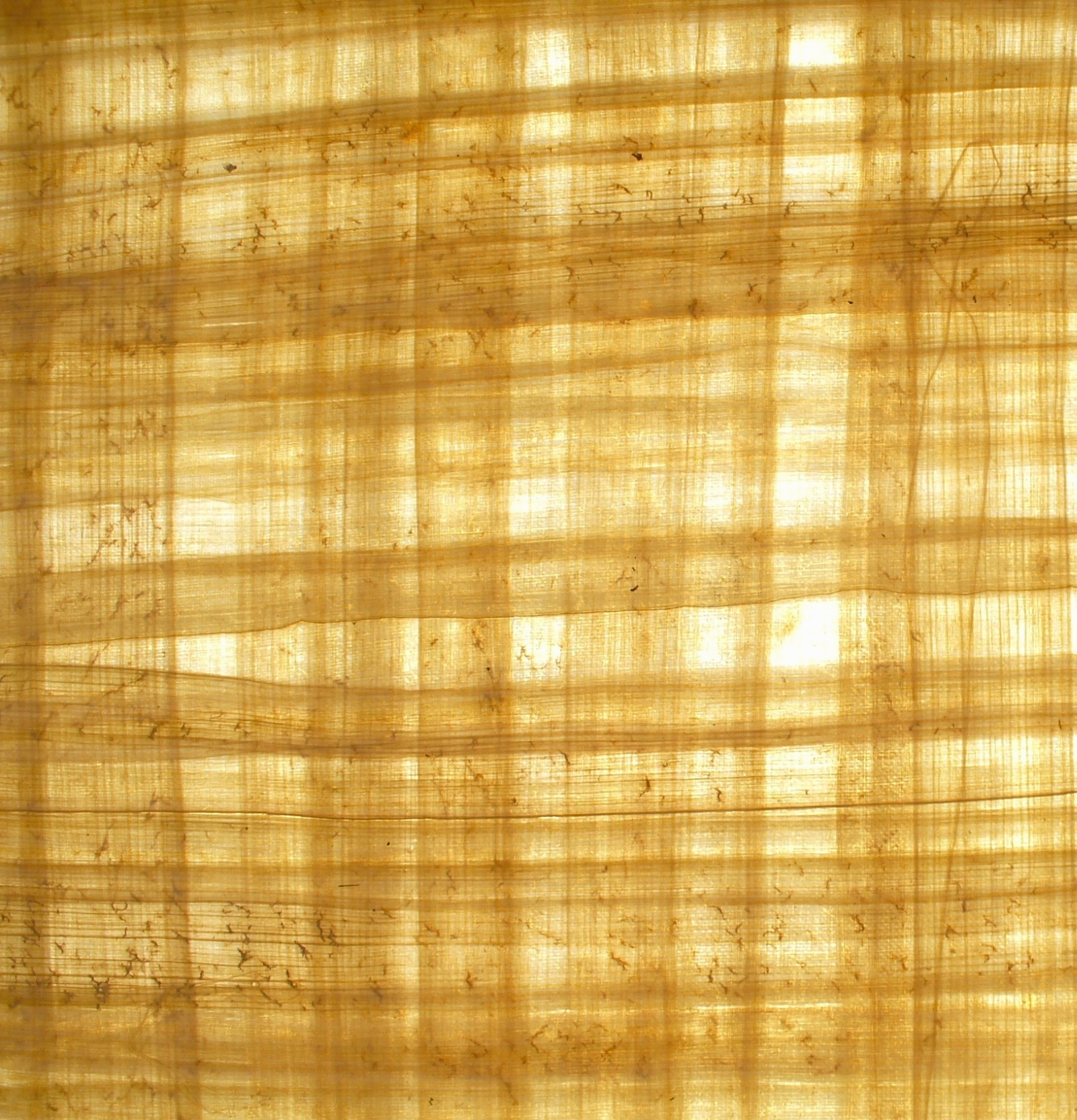
Papyrusark.

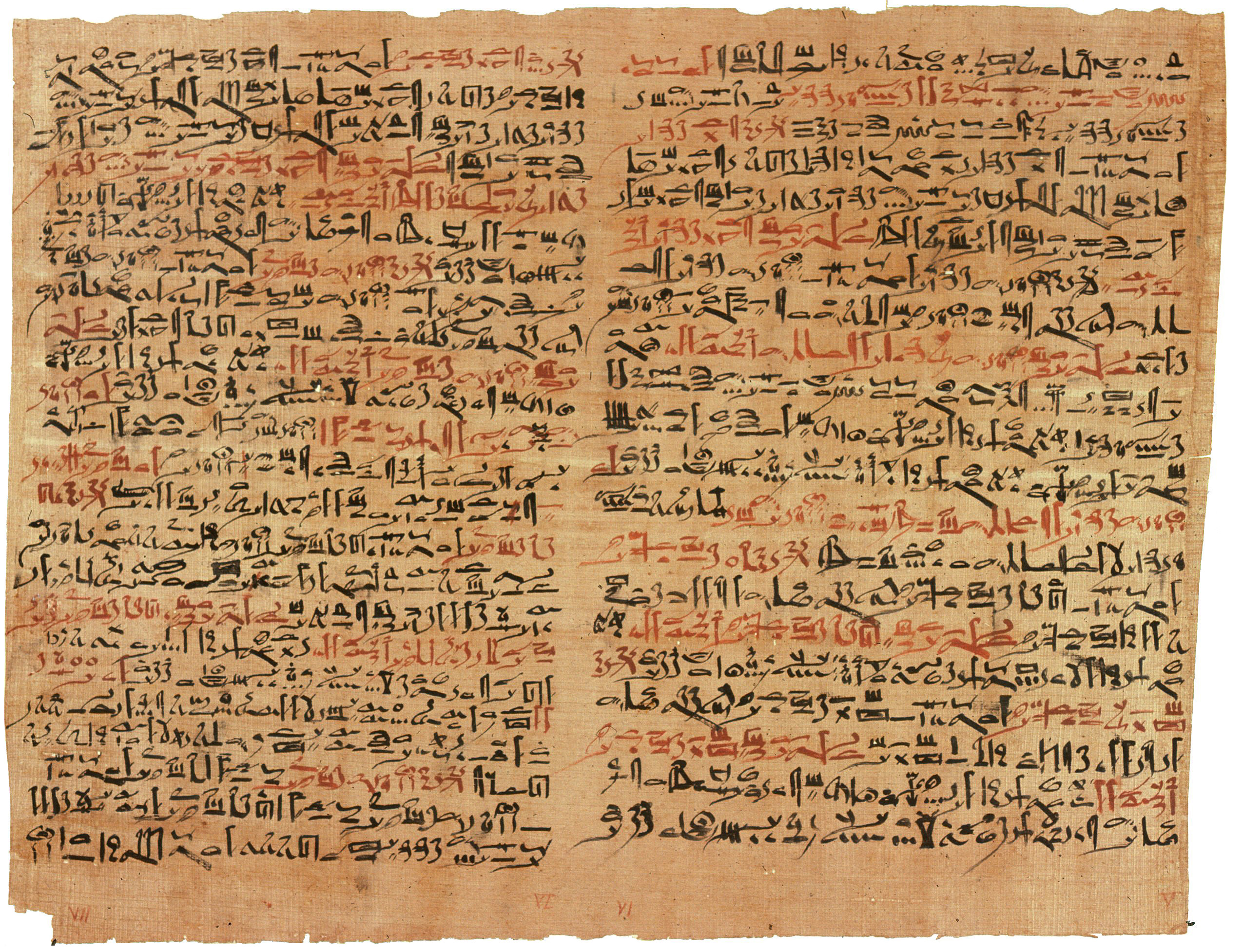
Papyrus med hieratisk skrift, cirka 1 600 f. Kr.

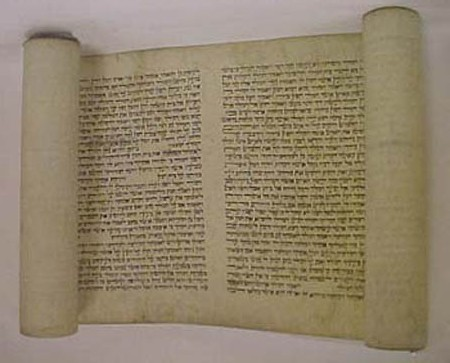
Papyrusrulle.

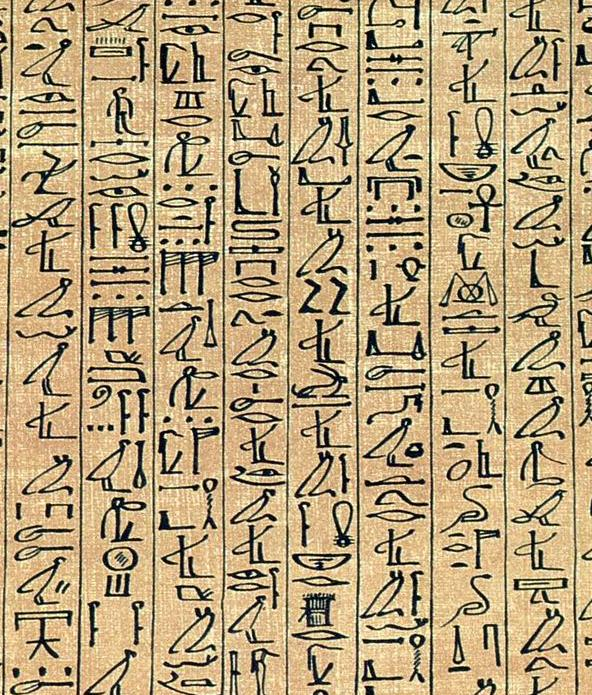
Papyrus med hieroglyfer.

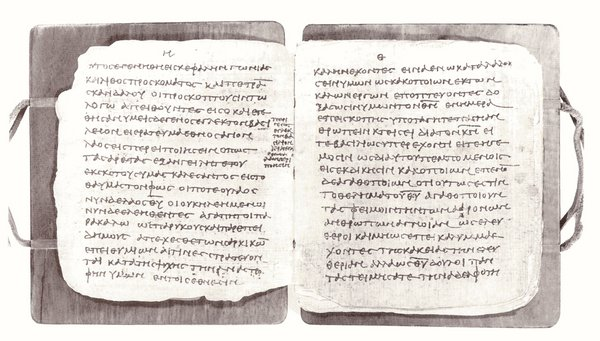
Codex, papyrus i bokform.

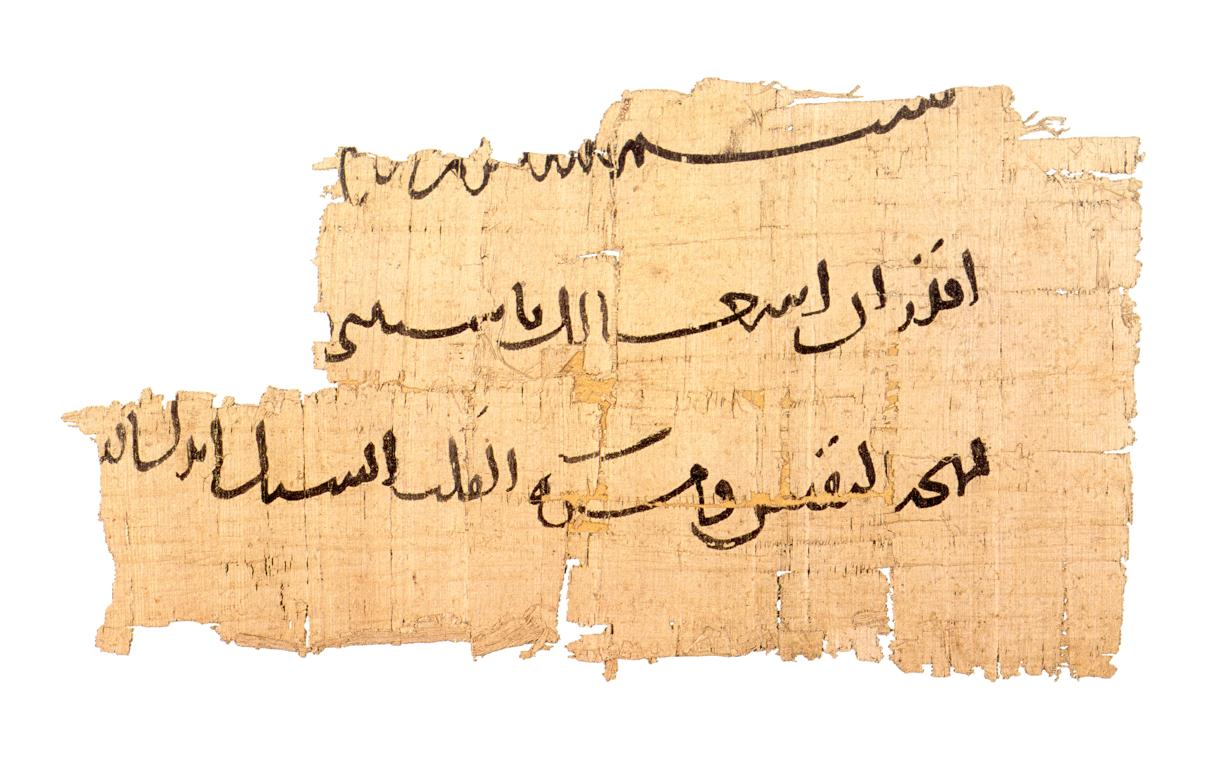
Papyrus med arabisk text.

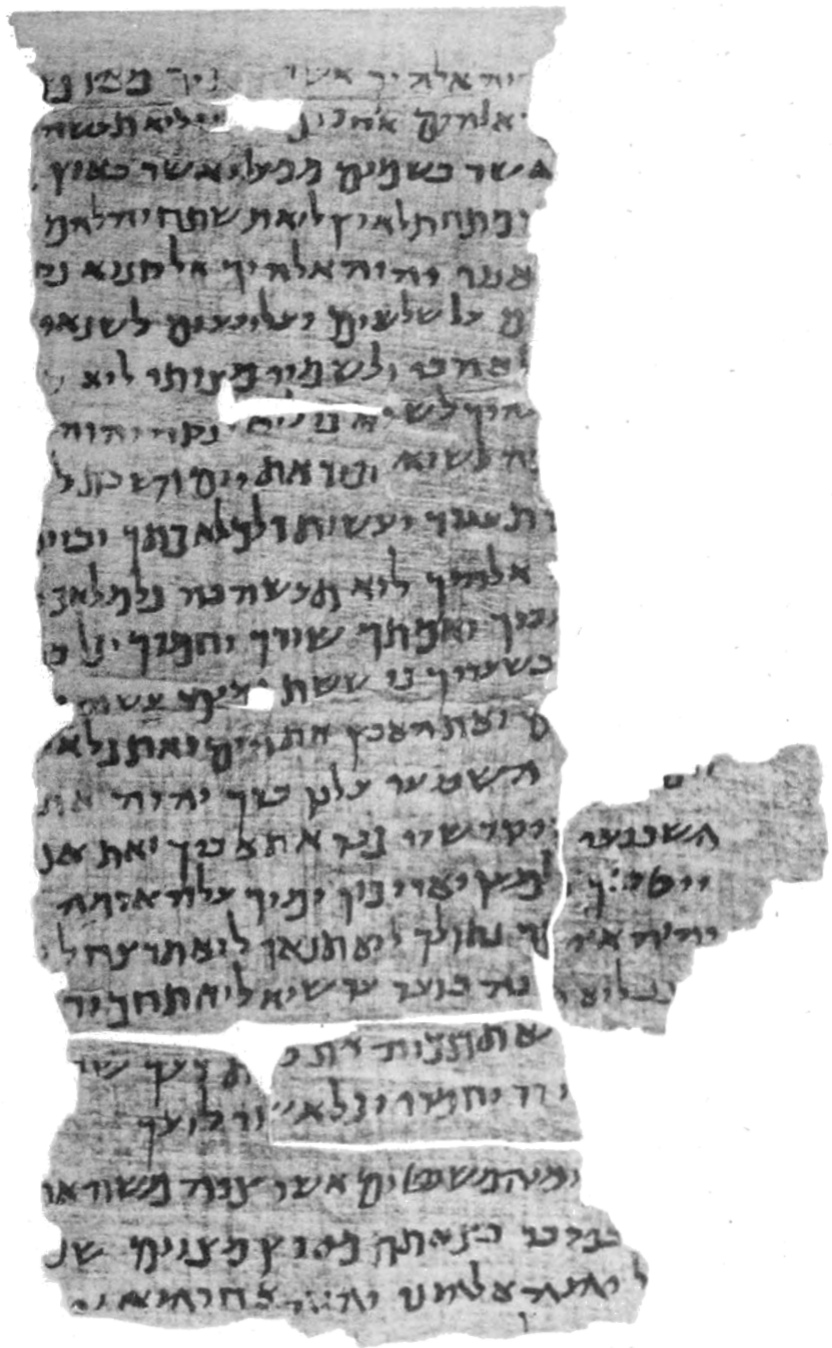
Papyrus med hebreisk text.

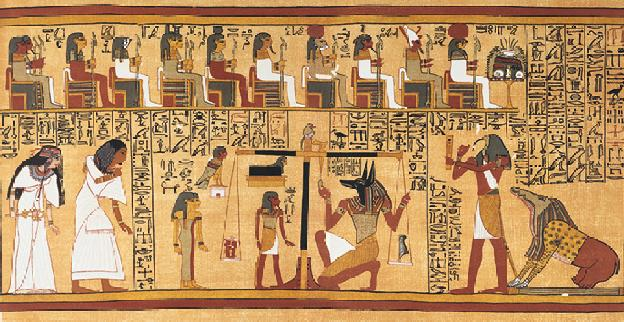
Papyrus med färgbilder, ur De dödas bok.

Papyrus (äldre svenska: papyr) är ett naturmaterial med olika användningsområden. Under antiken användes papyrus främst som skrivmaterial för skrifter och bilder med början i det gamla Egypten. Senare kom det även till användning i antikens Grekland och Rom . Papyrus var det dominerande skrivmaterialet i världen från cirka 3000-talet f. Kr. fram till 500-talet då det i Europa sakteligen ersattes av pergament. Ordet papper härstammar från papyrus .

## Etymologi
Ordets ursprung går ej säkert att härleda, möjligen härstammar ordet från gammal egyptiska pa-pr-aa med betydelsen ”det som tillhör Faraos hus” .
Papyrus härstammar från grekiska papyros (πάπυρος) eller papuros som Theofrastos använder i skriften ”Peri' fyton historia” för produkter tillverkade av papyrus.
I Egypten kallades papyrusprodukter för wadj, tjufy och djet och papyrusväxten för bardî, barbir och fâfîr .

## Användning

### Skrivmaterial
Papyrus användes huvudsakligen som skrivmaterial, papyrusark överträffade de äldre skrivmaterialen som djurhudar, träplankor och sten   .
Vanligen skrev man på framsidan med de horisontella remsorna (kallad recto)  medan den andra sidan (kallad verso) användes sällan   . Skriften kunde följa rullens längdriktning där remsorna utgjorde en naturlig linjering.
Papyrusark var dyra och senare användes ofta även baksidan till skrift eller man tvättade bort den ursprungliga texten och återanvände arket  (kallad Palimpsest). Många papyrusmanuskript som upptäcks idag har text på båda sidor vilket forskarna i regel bedömer som att det rör sig om olika texter skrivna av olika personer och under olika tider .
För alldagliga anteckningar räckte oftast ett vanligt ark, för längre texter klistrades arken ihop till rullar i lämplig storlek  .

### Arbetsmaterial
Papyrusväxten användes även som arbetsmaterial till virke för husgeråd och som bränsle samt till mattor och kläder. Papyrus fogades även ihop till båtar   .
Norske Thor Heyerdahl använde sig av fartyg gjorda av papyrus under sina Ra I och Ra II expeditioner.

## Tillverkning

### Ark
Papyrusark utvinns ur växten Cyperus papyrus, en vattenväxt som växer främst i Nildeltat  men även i Palestina, Syrien och i trakten runt Babylon  .
Arken tillverkas av torkade och pressade remsor från växtens stjälkar i olika steg        :
- Stjälkarna skalas först omsorgsfullt till tunna, breda remsor.

- Sedan läggs remsorna i lager på fuktade brädor där fukten fungerar som bindningsmedel, ibland användes även klister eller flytande gummi som extra bindningsmedel. Först läggs ett lager långa remsor vertikalt i ett nedre skikt och sedan läggs ytterligare ett lager remsor horisontalt i ett övre skikt. Remsornas längd i det nedre laget avgjorde arkets långsida och remsorna i det övre skiktet kortades, detta gör att bredsidan är kortare och arket får en rektangulär form. Ojämnheter gnids platta med elfenben eller musselskal. Detta påverkar dock papyrusens kvalitet då dessa områden blir mera glansiga och har mindre absorptionsförmåga.

- Därefter pressas massan ihop och torkas sedan i solen i cirka 6 dagar [3]. Slutresultatet blir ark i ett delvis pappersliknande material med stor hållbarhet.

Växtens skal ger endast material till grovt papper och den högsta materialkvalitén finns i stjälkens mitt   . Papyrusens kvalitet avgörs av tillverkningsmetod och växtens kvalitet. Vid värderingen synas arken med hänsyn till storlek, glättning, tunnhet och fasthet .
I en av de få bevarade beskrivningarna av papyrustillverkningen beskriver Plinius den äldre i skriften ”Naturalis Historia” (avsnitt XIII) åtta olika kvalitetsklasser :
1. Emporíticos: med den sämsta kvalitén, användes mest som omslagspapper
2. Taeneóticos: med den svaga kvalitén
3. Saíticos: med den låga kvalitén
4. Anfiteátricos: med den genomsnittliga kvalitén, utvecklad i Rom av Fannius
5. Fanianos: med en god kvalitet
6. Livios: med en högre kvalitet
7. Augusticos: med en mycket hög kvalitet
8. Hieraticos: den högsta kvalitén, användes i regel endast för religiösa skrifter
Storleken på papyrusarken var mycket varierande, den genomsnittliga bredden var cirka 20 till 25 cm. Papyrens färg är från början ljusgul, den bruna färgen kommer först med tiden  .
Papyrusark kallades charta på latin och xartês på grekiska .

### Rulle
För längre skrifter tillverkades papyrus i rullar  .
Arken fogades ihop från vänster till höger där långsidorna fästes på varandra genom att varje arks högra kant lades över nästa arks vänstra kant med cirka 1 till 2 cm. Man vände alltid arken åt samma håll så att de horisontella remsorna hamnade på samma sida . En rulle bestod av cirka 20 ark    .
I den hellenistisk-romerska världen tillverkades bokrullar i stort enbart av papyrus och tillverkningen upphörde först under medeltiden .
Storleken på papyrusrullarna var mycket varierande, den genomsnittliga höjden var cirka 20 cm och längden helt beroende av beställaren och dennes behov  . Den längsta papyrusrulle som upptäckts hittills är Harris 1-papyrusen med en längd på cirka 40 meter .
Papyrusrullar kallades volumen på latin och byblos på grekiska  .

## Historia
Användningen av papyrus som skrivmaterial började långt tillbaka i tiden. Den äldsta upptäckta papyrusen med skrift är Abusir Papyri och härstammar från cirka år 2 600 f. Kr.  från Egyptens tredje dynasti under farao Djoser  . Kring 500-talet f. Kr. exporterades papyrus även i Antikens Grekland och Rom  och användningen spreds vidare till hela Medelhavsområdet .
Tillverkningsprocessen blev en välbevarad hemlighet och monopolet stannade i Egypten  . Den enda kända bevarade beskrivningen återfinns i Plinius den äldres skrift.
I Egypten skrevs text i regel på enskilda vanliga papyrusark och endast längre manuskript på papyrusrullar och först under senare delen av Antiken sattes arken ihop till böcker (kallad codex)  . Till en början gjordes endast religiös text till böcker och först senare bands även annan litteratur till böcker .
Från 200-talet f. Kr. tillverkades papyrus mera systematiskt i bokform, papyrusark hade stor betydelse för den grekiska och romerska litteraturens utveckling .
I Grekland användes papyrus från 400-talet och troligen ännu tidigare . Manuskript skrevs i regel i kolumner på rullar  och på rectosidan. Läsning gjordes genom att rulla isär från höger och rulla ihop mot vänster. Texten vändes inåt och på utsidan fanns endast en kort anteckning om rullens innehåll .
Tillgången på papyrus var begränsad och i Rom under kejsar Tiberius regering blev papyrusbristen så stor att Senaten beslöt att belägga papyrustillverkningen med monopol, under denna tid började även användningen av pergament i större utsträckning .
I Europa blev papyrus successivt ersatt först av vellum från 100-talet e. Kr. och senare av pergament från 300-talet e. Kr. . Övergången påskyndades när Egypten i slutet på 700-talet förbjöd export av papyrus .
Först under 900-talet upphörde papyrustillverkningen även i Egypten då pergament och papper tagit överhand. Vid denna tid började papyrus odlas på Sicilien och papyrus användes till de påvliga arkiven ännu på 1000-talet .
1752 upptäcktes det första papyrusfyndet i Europa då det hittades cirka 1 700 rullar i byggnaden Villa dei Papyri i italienska Herculaneum . Dessa manuskript är enbart på klassisk grekiska.
1778 gjordes det första dokumenterade fyndet av ett papyrusmanuskript i Egypten av européer   . Sedan dess har fler och fler papyrusmanuskript upptäckts främst kring Nildalen där naturförhållanden är torra, bland annat gjordes fynd i Memfis, Thebais och på ön Elefantine  .
1824 upptäcktes det första papyrusfyndet skriven på arabiska nära Sakkara, Fyndet omfattade två ark vilka året efter översattes av franske orientalisten Antoine Silvestre de Sacy .
1828 upptäcktes Papyrus graecus Holmiensis (Stockholm papyrusen) vid utgrävningar nära Thebe. Dessa skrifter härstammar från 300-talet och handlar om tidig alkemi under Antiken .
1877 började de stora papyrusfynden när flera hundra manuskript hittades under utgrävningar nära al-Fayyūm i mellersta Egypten   . Fynden nämns ofta under samlingsnamnet Fayoum papyri. 
Vintern 1889 - 1890 genomförde brittiske arkeologen William Flinders Petrie som förste europeiske vetenskapsman strukturerade utgrävningar i större skala vid Gurob nära al-Fayyūm .
Vintern 1896 - 1897 genomförde brittiske arkeologerna Bernard Pyne Grenfell och Arthur Surridge Hunt utgrävningar på en sopptipp i staden Oxyrhynchus. Expeditionen finansierades av Egypt Exploration Fund.
Grenfelt och Hunt upptäckte då Oxyrhynchus papyri, det hittills största enskilda fyndet av antika papyrusmanuskript. Hela fyndet omfattar cirka 400 000 delar och hittills har cirka 4 700 dokument analyserats .
Först 1969 återupptogs tillverkningen av papyrusark i Egypten när vetenskapsmannen Hassan Ragab återintroducerade växten på ön Jacob Island nära Kairo. Kunskapen om tillverkningsprocessen hade förlorats genom tiderna och Ragab experimenterade länge utifrån Plinius den äldres beskrivningar innan han kunde tillverka papyrusark. Idag används papyrusark mest som souvenir inom turistnäringen  .

## Papyrussamlingar
Texter i upptäckta papyrusmanuskript utgör de äldsta bevarade skrifter i en rad områden däribland vetenskap, religion och litteratur. Idag finns papyrussamlingar på många museer och forskningsbibliotek över hela världen, den vetenskapliga inriktningen som studerar skrivna texter och bilder på papyrus kallas papyrologi.
Några kända samlingar av papyrusmanuskript:
- Bodmer-papyri, litteratur och religion, Bodmer biblioteket, Cologny
- Chester Beatty-papyri, religion och medicin, University of Michigan, Ann Arbor
- Edwin Smith-papyrusen, medicin, New York Academy of Medicine, New York
- Egerton 2-papyrusen, religion, British Library, London
- Kahun-papyrusen, medicin och matematik, Petrie Museum of Egyptian Archaeology, London
- Nag Hammadi papyri, litteratur och religion, British Museum, London
- Nash-papyrusen, University of Cambridge, Cambridge
- Oxyrhynchus papyri, litteratur och religion, flera orter bl.a. Bodleianska biblioteket, Oxford
- Papyrus Ebers, medicin, Leipzigs universitet, Leipzig, den mest omfattande av de Fornegyptiska medicinska papyri
- Ryland-fragmentet, religion, John Rylands Library, Manchester
- Rhindpapyrusen, matematik, British Museum, London
- Stockholm papyrusen, tidig kemi, Gustavianum, Uppsala